# Ангуло, Мигель Анхель
Мигель Анхель Ангуло (исп. Miguel Ángel Angulo Valderrey; 23 июня 1977, Овьедо) — испанский футболист, атакующий полузащитник. Выступал в испанской «Валенсии» и национальной сборной Испании. В составе олимпийской сборной Испании стал серебряным призёром Олимпиады в Сиднее.

## Клубная карьера
Начал карьеру в юношеской команде хихонского «Спортинга», в 1995 г. перешёл в «Валенсию». Сезон 1996/97 провёл в аренде в «Вильярреале», после чего вернулся в «Валенсию», в которой затем играл в течение десяти сезонов, хотя и не всегда являлся игроком стартового состава. 20 декабря 2007 года новый тренер Рональд Куман отчислил из команды Ангуло, капитана команды Давида Альбельду и вратаря Сантьяго Канисареса. Однако в апреле 2008 года, после увольнения Кумана, все трое были возвращены в команду. В августе 2009 года Мигель Анхель Ангуло по обоюдному согласию расторг контракт со своим прежним клубом и подписал однолетнее соглашение с лиссабонским «Спортингом». В декабре 2009 года контракт со «Спортингом» был расторгнут по обоюдному согласию.

## Карьера в сборной
За сборную Испании Ангуло дебютировал 17 ноября 2004 года в товарищеском матче против Англии, игра проходила в Мадриде. За сборную провёл 11 матчей. Редко появлялся в составе из-за сильной конкуренции.

## Достижения
- Чемпион Испании (2): 2001/02, 2003/04
- Обладатель Кубка Испании(2): 1998/99, 2007/08
- Обладатель Суперкубка Испании: 1999
- Обладатель Кубка УЕФА: 2003/04
- Обладатель Суперкубка УЕФА: 2004

Также Ангуло является серебряным призёром Лиги чемпионов 2000 и 2001 годов.